# Obsjtina Nova Zagora
Obsjtina Nova Zagora (bulgariska: Община Нова Загора) är en kommun i Bulgarien.   Den ligger i regionen Sliven, i den centrala delen av landet, 220 km öster om huvudstaden Sofia.
Obsjtina Nova Zagora delas in i:
- Asenovets
- Banja
- Djadovo
- Ezero
- Elenovo
- Zagortsi
- Kamenovo
- Karanovo
- Konjovo
- Korten
- Ljubenets
- Ljubenova machala
- Mlekarevo
- Novoselets
- Omartjevo
- Pet mogili
- Pitovo
- Radetski
- Stoil vojvoda
- Sădievo
- Brjastovo
- Bjal kladenets
- Săbrano
- Bogdanovo
- Sădijsko pole
- Polsko Pădarevo

Följande samhällen finns i Obsjtina Nova Zagora:
- Nova Zagora